# Теренозек (Сирдар'їнський район)
Теренозе́к (каз. Тереңөзек) — село, центр Сирдар'їнського району Кизилординської області Казахстану. Адміністративний центр та єдиний населений пункт Теренозецького сільського округу.
У радянські часи село мало статус смт, до 2008 року — селище.
Населення — 11437 осіб (2021; 9132 у 2009, 9408 у 1999, 9069 у 1989).
2013 року до складу села Теренозек було включено село Малібаєв (імені XXI Партз'їзду) ліквідованого Кундиздинського сільського округу.